# 9878 Sostero
A 9878 Sostero (ideiglenes jelöléssel 1994 FQ) a Naprendszer kisbolygóövében található aszteroida. Farra d'Isonzo fedezte fel 1994. március 17-én.